# عين أسردون

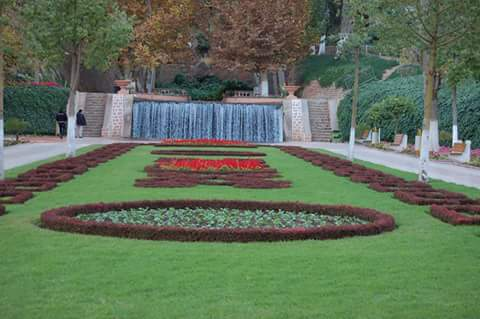
صورة لعين أسردون

عين أسردون هو مدار سياحي بمدينة بني ملال في المغرب تم بناء هذا المدار السياحي فوق عين مائية نابعة من أحد الجبال المشهورة في المنطقة، تحتوي عين أسردون على شلالاث يصبون في نفس المجرى، المجرى الذي يشق طريقه من وسط الحدائق ذات التصميم الأندلسي الذي تغطي مساحة شاسعة جدا، كما تضفي أشجار الصفصاف المتدلية رونقا و جمالا على المكان. وقد خضع هذا المدار السياحي لعدة عمليات ترميم للأسوار، وإصلاح للسقايات ومجاري الماء، وتهئية الحدائق الكبيرة التي تمتد على أزيد من 20 هكتارا.

## التسمية
يتركب (عين أسردون) من كلمتين عين باللغة العربية تعني منبع وأسردون بالأمازيغية وتعني باللغة العربية البغل، وبالتالي تعني (عين البغل).
جاءت التسمية تيمنًا بتلك الحكاية التاريخة، وهي ليست أسطورة خاطئة، وإنما حكاية واقعية، وهي أن رجلا من قبيلة أيت سخمان عاد من سوق مدينة بني ملال على ظهر بغله ومر من المكان الذي توجد به عين المياه، ورأى أن التبن يخرج مع الماء من تلك العين، وخمن أن أكياس التبن ضاعت وتدحرجت أثناء نقلها من البيدر من الأعلى حيث ينحدر الماء من الجبل وربما التبن الذي يأتي مع الماء جزء من أكياس التبن الضائعة. ولتأكيد فرضيته طبق تجربة حيث ألقى بالتبن في نفس المكان الذي ضاعت فيه أكياس التبن في المرة السابقة، وفي اليوم التالي رأى التبن يخرج من نفس العين.
وتضيف الروايات أن الرجل أغلق المنبع في الجبل بالصوف، ونزل في محاولة لإبتزاز القبائل التي كانت تسكن في بني ملال مقابل إطلاق الماء، لكنهم لم يتقبلوا هذا الإبتزاز فقرروا البحث عن المكان الذي يتم منه التحكم في ماء العين، وبعدما تعرفوا على المكان، تعرض الرجل لبطش تلك القبائل، لهذا سميت العين تمينا ببغل ذلك الرجل.

## الموقع
تقع شلالات عين أسردون في المنطقة السهلية التي تمتد فيها مدينة بني ملال الخلابة، حيث تنساب المياه نزولا على شكل شلالات مشكلة منظرا بديعا، خصوصا أن الخضرة و الأزهار تحيط بالمكان، ومع تدفق المياه يصبح الجو منعشا ولطيفا خصوصا في الصيف، ومعتلا في الشتاء.
ويؤرخ جمال (عين أسردون) في بعض جوانبه لتمازج العرب والأمازيغ، ويتمثل هذا التمازج في الذي تمتد منبع (عين أسردون) وتحيط به، بشكل هندسي ذا طلبع أندلسي يشبه تلك الحدائق الباهرة في المدن التي كانت مزدهرة في الأندلس، وإن تغيرت ألوان الزهزر و اختلف الزوار. زوار منبع (عين أسردون) ليسوا فقط سكان بني ملال بل هم ذاخل وخارج المغرب، حيث يزور سياح من أوروبا المغرب فقط لمشاهدة هذه المعجزة الخلابة التي امتدت في أحضان مدينة بني ملال، شلالات المياه والحدائق المخضرة صيفا وشتاءا أشهر
من المدينة نفسها.
وتجتذب الحدائق مئات العشاق الذين يجدون تحت أشجارها وضلالها، خصوصا في فصل الصيف، ملاذا أمنا يضفي عليه خرير المياه المتدفق يقوة روعة وجمالا. وينع هدير المياه المرتفع، على الجالسين بالقرب من الجدول أن يسمعوا حديث العاشقين وهمساتهم، وبالتالي لاحاجة للغة الهمس بالقرب من الجدول المتدفق في (عين أسردون)، وهناك أسباب أخرى تجعل من (عين أسردون) قبلة سياحية، ذلك أن مدينة بني ملال تفع وسط المغرب، بعيدا عن البحر، وهذا الموقع الجغرافي يجعلها إحدى المناطق التي ينطبق عليها القول الشهير:(الماء والخضرة والوجه الحسن).
عشاق الطبيعة في فصل الخريف يجذبهم منظر الأشجار التي تغير ردائها الأخضر لترتدي اللونين الأصفر والأحمر، حيث تبدون من فوق الجبل أو قصر (بالكوش) نزولا مع مجرى المياه كسرداب أصفر وأحمر وسط محيط أخضر الذي تشكله أشجار الزيتون والليمون التي تحافظ على خضرتها طوال السنة. معظم أشجار (عين أسردون) تتكزن من الصنوبر والصفصاف وأشجار أسيوية يقال إنها جلبت من مشاتل وغرست في ثمانينيات القرن الماضي. وثمة منظر عجيب، ذلك الذي تشكله أوراق الأشجار في الخريف عندما تصفر أو تحمر وتتساقط على الأرض، والتي لم تحن ساعة سقوطها تبقى عالقة لترسم لوحة لوحة صفراء تمتد من زرقة السماء نزولا إلى أديم الأرض، تزين تلك اللوحة الخريفية الأوراق التي تقع في المياه فيرجها التيار، وخطوات عشاق يجلسون على حافة الجداول تجر بخفة بعض الأوراق التي تطفو فوق المياه. وفي فصل الشتاء تتغير(عين أسردون) باختفاء جميع الألوان، وكأن (عين أسردون) تدخل لفترة قصيرة إلى غرفة الملابس استعدادا لحلول بهجة فصل الربيع وما يليه من فصل العطل والاستجمام، حيث ستعد المنطقة لاستقبال مختلف الزوار و العشاق.

## معرض الصور
|  |  |  |  |
|  |  |  |  |